# (578993) 2014 JP80
(578993) 2014 JP80 est un objet transneptunien du groupe des plutinos, planète naine potentielle avec un diamètre de plus de 400 km. Le JPL indique que sa rotation pourrait être de moins d'une heure, mais cela demande confirmation.